# 外交政策 (杂志)
《外交政策》（英語：Foreign Policy）是一个由亨廷顿及沃伦·戴米安·曼舍尔在1970年创办的美国刊物，原為學術季刊，後改為雙月刊。
2006年，它通过开通博客服务拓展了它的网站体验。
《外交政策》每年发布「全球化指数」和「失败国家指数列表」。它的「象牙塔内」（Inside the Ivory Tower）報導提供一个关于国际关系的学校年度排名。

## 外部鏈接
- 官方网站
- Foreign Policy （西班牙文）
- Passport （页面存档备份，存于） (blog) at Foreign Policy